# Nick Aitken
Nick Aitken, né le 1er janvier 1990 à Leongatha, est un coureur cycliste australien.

## Palmarès et classements mondiaux

### Palmarès
- 2008
  - 1re étape de la Coupe des Nations Abitibi
  - 2e de la Coupe des Nations Abitibi
- 2010
  - 2e étape du Tour de Bright (contre-la-montre)
- 2011
  - 2e étape du Tour de Thuringe  (contre-la-montre par équipes)
  -  Médaillé d'argent au championnat d'Océanie du contre-la-montre espoirs
- 2012
  -  Médaillé d'argent au championnat d'Océanie sur route
  - 2e de l'UCI Oceania Tour

### Classements mondiaux
| Année            | 2010 | 2011  | 2012 |
| ---------------- | ---- | ----- | ---- |
| UCI Europe Tour  | 893e | 1222e |      |
| UCI Oceania Tour | 64e  | 21e   | 2e   |